# Fokker V.6
El Fokker V.6 era un prototipo de avión de combate desarrollado en Alemania durante la Primera Guerra Mundial en paralelo con el Fokker V.5, a partir del cual se desarrolló el famoso Fokker Dr.I. El V.6 estaba propulsado por un motor Mercedes D.II de 89 kW (120 CV) refrigerado por agua. El motor más pesado requería alas más grandes, y el ala inferior se colocaba justo debajo del fuselaje. Una modificación para añadir carenados a la unión del fuselaje del ala inferior fue implementada después de las primeras pruebas. El V.6 fue abandonado en octubre de 1917 debido a que era inferior en maniobrabilidad al nuevo Dr.I.

## Especificaciones

### Características generales
Central de potencia: 1 × Mercedes D.II , 89 kW (120 CV)